# Geer (commune)
Pour les articles homonymes, voir Geer.
Geer (en wallon Djer) est une commune de Belgique située en Province de Liège en Région wallonne, ainsi qu'une localité où siège son administration.
Au cœur de la Hesbaye, la commune est traversée par le Geer (un affluent de la Meuse) à qui elle doit son nom.

## Géographie

### Communes limitrophes
|        | Gingelom | Berloz  |
| Hannut | Geer     | Waremme |
|        | Braives  | Faimes  |

### Sections de commune
| # | Nom                | Superf. (km²) | Habitants (2020) | Habitants par km² | Code INS |
| - | ------------------ | ------------- | ---------------- | ----------------- | -------- |
| 1 | Geer               | 2,97          | 405              | 136               | 64025A   |
| 2 | Boëlhe             | 3,78          | 456              | 121               | 64025B   |
| 3 | Hollogne-sur-Geer  | 5,98          | 813              | 136               | 64025C   |
| 4 | Darion             | 1,56          | 182              | 117               | 64025D   |
| 5 | Omal               | 3,07          | 581              | 189               | 64025E   |
| 6 | Ligney             | 3,16          | 587              | 186               | 64025F   |
| 7 | Lens-Saint-Servais | 3,07          | 454              | 148               | 64025G   |

## Démographie

### Démographie: Avant la fusion des communes
- Source: DGS recensements population

### Démographie: Commune fusionnée
En tenant compte des anciennes communes entraînées dans la fusion de communes de 1977, on peut dresser l'évolution suivante:
Les chiffres des années 1831 à 1970 tiennent compte des chiffres des anciennes communes fusionnées.
- Source: DGS , de 1831 à 1981=recensements population; à partir de 1990 = nombre d'habitants chaque 1 janvier[1]

## Héraldique
|  | La commune possède des armoiries qui ne semblent pas avoir été octroyées officiellement. La tour symbolise l'ancien château des seigneurs d'Hollogne-sur-Geer dont seule une tour persiste. Les épis de blé représentent le caractère agricole de la commune. Blasonnement : D'azur à une tour ouverte à toit conique d'argent, accostée de quatre épis d'or rangés en pal 2 et 2. Ceux à dextre en bande, ceux à senestre posés en barre. Source du blasonnement : Heraldy of the World. |

### Conseil et collège communal 2024-2030
Ci-dessous, le tableau des résultats des élections communales de 2024.
| Parti | Parti | Voix (2024) | Voix (2018) | % (2024) | % (2018) | +/-   | Sièges  | +/- | Collège |
| ----- | ----- | ----------- | ----------- | -------- | -------- | ----- | ------- | --- | ------- |
|       | GME   | 597         | -           | 25,28%   | -        | 0.0 % | 3 / 13  | 3.0 | Non     |
|       | IC    | 1.765       | 1.646       | 74,72%   | 72,42%   | 2.3 % | 10 / 13 | 0.0 | Oui     |
|       | GE    | -           | 627         | -        | 27,58%   | 0.0 % | - / 13  | 3.0 | Non     |
| Total | Total | 2 362       | 2 273       | 100 %    | 100 %    |       | 13      |     |         |

| Collège communal   |                          |                    |
| ------------------ | ------------------------ | ------------------ |
| Bourgmestre        | Pierre-Philippe Dumont   | Intérêts Communaux |
| 1er Échevin        | Dominique Servais        | Intérêts Communaux |
| 2e Échevine        | Christiane Loix-Massagor | Intérêts Communaux |
| 3e Échevine        | Amandine Wéry            | Intérêts Communaux |
| Présidente du CPAS | Liliane Delathuy         | Intérêts Communaux |

## Patrimoine et culture

### Patrimoine architectural et sites

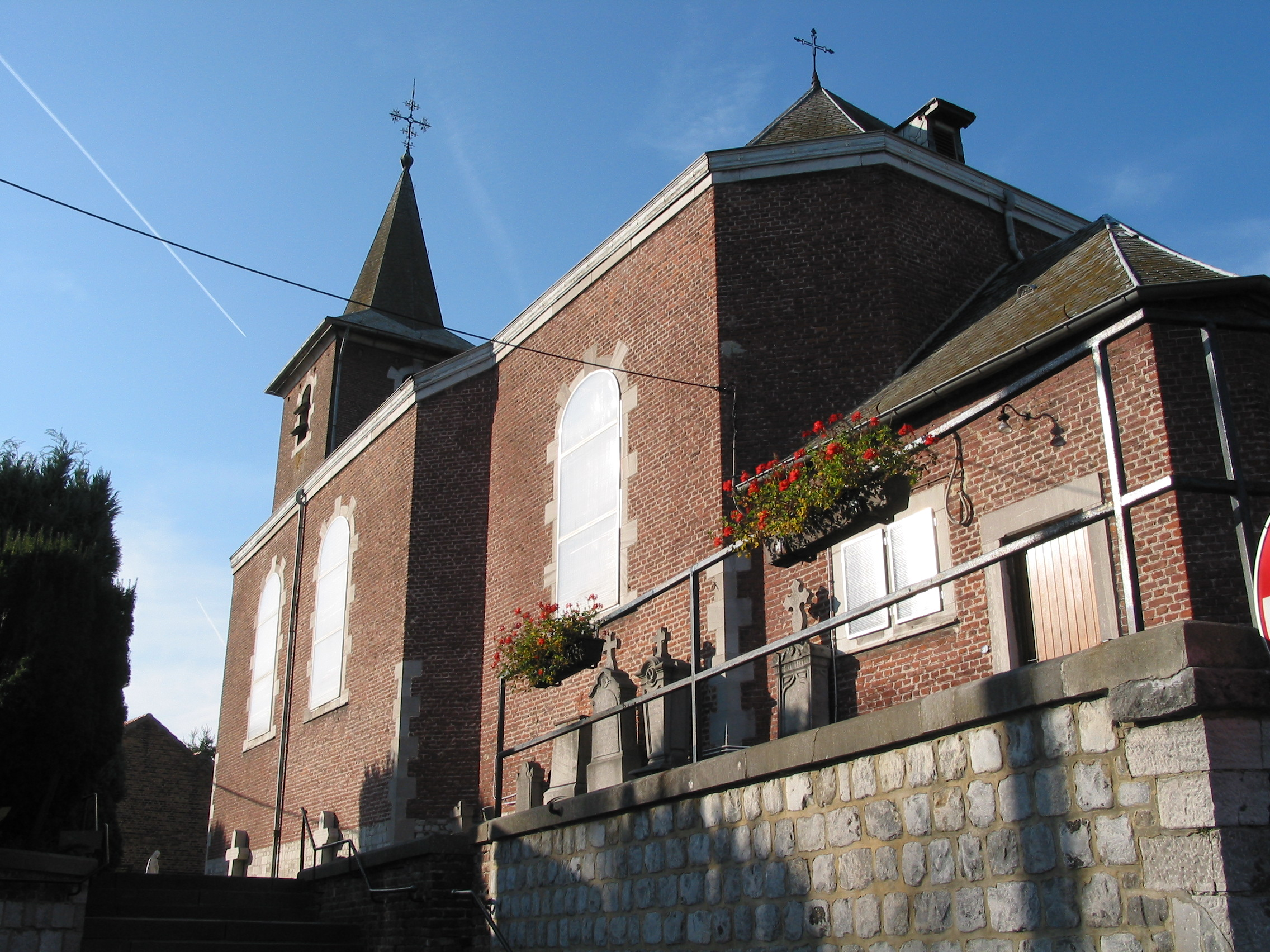
L'église Saint-Hubert.

Les cinq tumuli d'Omal sont repris sur la liste du patrimoine exceptionnel de la Région wallonne.

## Sports et vie associative

### Sports
- L'ESFC du Geer, club de football.